# Lloro de Fuertes
El lloro de Fuertes (Hapalopsittaca fuertesi) és una espècie d'ocell de la família dels psitàcids que habita la selva humida de l'oest de Colòmbia.